# Steven Legendre
Steven Legendre (Port Jefferson (Nueva York), 5 de mayo de 1989) es un gimnasta artístico estadounidense, subcampeón del mundo en 2013 en la prueba de salto de potro.

## Carrera deportiva
En el Mundial celebrado en Tokio en 2011 gana la medalla de bronce en el concurso por equipos; EE. UU. queda tras China y Japón. Los otros cinco componentes del equipo estadounidense fueron: Jacob Dalton, Jonathan Horton, Danell Leyva, Alexander Naddour y John Orozco.
En el Mundial de Amberes 2013 gana la medalla de plata en salto de potro, quedando solo tras el surcoreano Yang Hak-Seon